# Sonya Hedenbratt
Sonya Hedenbratt (Sonya Elisabet Hedenbratt Bolin: Gotemburgo, de Suecia, 4 de marzo de 1931 - 5 de abril de 2001) fue una cantante, actriz y artista de revista de nacionalidad sueca.

## Biografía

### Inicios
Siendo joven, y gracias a su hermano mayor, Östen Hedenbratt, que era músico, entró en contacto con la música de jazz. Con el apoyo de Östen, ella tuvo sus primeras actuaciones con diecisiete años de edad. En 1951 ganó un concurso de canto y fue nombrada la "Doris Day de Gotemburgo".

### Revistas con Hasse y Tage
Después actuó con la orquesta de Malte Johnson antes de que Arne Domnérus la llevara a trabajar al Nalen, un local de espectáculos de Estocolmo. Hedenbratt regresó más adelante a su ciudad natal, y el 16 de noviembre de 1957 se casó con Ingemar Bolin (1932–1975). Hedenbratt actuó ocasionalmente en Estocolmo, como para Monica Zetterlund en la revista de Hans Alfredson y Tage Danielsson Gröna Hund, representada en Gröna Lund en 1962. Además, trabajó en un show televisivo con Svend Asmussen y Hoagy Carmichael, durante la visita de este último a Suecia.
La colaboración con Hans Alfredson y Tage Danielsson continuó con las revistas Konstgjorda Pompe (1963) y Gula Hund (1964). Ese año actuó en su primera película, Svenska bilder. Igualmente, Hedenbratt actuó en los espectáculos de cabaret de Beppe Wolgers Farfars barnbarn (1963) y Farfars gladbarn (1965) (en la sala Hamburger Börs) y en la serie televisiva Partaj.

### Cantante
Hedenbratt se hizo verdaderamente popular gracias a las series televisivas Jubel i busken y Låt hjärtat va me, ambas junto a Sten-Åke Cederhök. Hedenbratt y Cederhök se convirtieron en representantes de un género de humor llamado Folklustspel. Ambos actuaron en Valandhuset, en Gotemburgo, y trabajaron en revistas en las salas Lisebergshallen y Berns Salonger, ambas en Estocolmo. En el show Jubel i busken ella cantó Sofie Propp y Min karl lelle Richard, alcanzando la primera de las canciones la lista de éxitos Svensktoppen en el año 1969.
En los años 1990 viajó en gira formando parte de un trío de jazz liderado por el director Sven-Eric Dahlberg, compañero artístico de Hedenbratt durante muchos años.
Hedenbratt no se prodigó en las grabaciones discográficas. Su primer LP, lanzado en 1968, contenía melodías inglesas de music hall con textos en sueco. Su primer disco de jazz se editó en 1978. En 1989 grabó junto a sus amigos músico de jazz el álbum My best friends, y en 1992 lanzó Mamma Blå, con textos de Viveca Sundvall.

### Actriz
Hedenbratt fue también actriz. Interpretó a Emma en la cinta de Ingmar Bergman Fanny y Alexander 1982, y protagonizó shows televisivos como Blå gatan, Mor gifter sig y Taxibilder. En los años 1980 presentó las producciones de televisión Sonya med Y y Jazzmormor.

### Últimos años
Sonya Hedenbratt decidió retirarse en el año 1999, recibiendo un homenaje de sus amigos u colegas artistas el 10 de mayo en el Lorensbergsteatern de Gotemburgo, el cual emitió SVT 2 el 25 de junio de 1999.
Falleció en Gotemburgo en el año 2001, a los 70 años de edad, y fue enterrada en el Cementerio Östra kyrkogården de dicha ciudad.

## Filmografía (selección)
- 1964 : Svenska bilder
- 1966 : Syskonbädd 1782
- 1974 : Rulle på Rullseröd (TV)
- 1979 : Mor gifter sig (TV)
- 1980 : Sverige åt svenskarna
- 1982 : Fanny y Alexander
- 1984 : Taxibilder (TV)

## Teatro
- 1964 : Gula hund, de Hans Alfredson y Tage Danielsson, dirección de Tage Danielsson, Chinateatern[5]
- 1966 : AHA, de Gösta Bernhard y Stig Bergendorff, dirección de Bo Hermansson, Lisebergsteatern

## Discografía
- 1951 : Aba daba. - Alexander's ragtime-band. Med Kenneth Fagerlunds kvintett. 78. Odeon SD 5602.
- 1951 : Mister and Mississippi. - What is this thing called love. Med Kenneth Fagerlunds trio. 78. Odeon SD 5614.
- 1952 : Stormy weather. - Boogie blues. Med Kenneth Fagerlunds kvintett. 78. Odeon SD 5609.
- 1952 : Dedicated to you. - Perdido. Med Gunnar Svenssons septett. 78. Odeon SD 5616.
- 1952 : Lullaby of Broadway. - Destination moon. Med Simon Brehms kvintett. 78. Odeon SD 5639.
- 1952 : Tenderly. - Wonderwhy. Med Simon Brehms kvintett. 78. Odeon SD 5642.
- 1953 : Botch-a-me. - Foxtrot. - Zing en liten zong. Med Putte Wickmans sextett. 78. Odeon SD 5689.
- 1953 : Manhattan. - Three little words. - Carioca. - Somebody loves me. EP. Metronome MEP 21.
- 1955 : Danssalongen För sent. - Om du är min hjärtevän. - Lyckans tårar. - Om du trår mot en vår. EP. Metronome MEP 137.
- 1956 : Jag blir kär för lätt. - Har någon sett min brud? Med Malte Johnsons orkester. 78. Triola T 7012.
- 1956 : Ta mej i famn. - Cry me a river. Med Malte Johnsons orkester. 78. Triola T 7013.
- 1956 : Kärlekens gåta. - S:t Louis blues. Med Malte Johnsons orkester. 78. Triola T 7014.
- 1956 : All of me. - He's funny that way. - I can't give you anything but love. - The nearness of you. EP. Roulette ROEP 1018.
- 1962 : Du Sonya. Med Jan Johanssons trio. EP. Megafon MFEP 11. 1962.
- 1964 : Sonya (Hedenbratt, alltså!) sjunger svenska ord. EP. Svenska ljud LJUD 4.
- 1968 : Sonya. LP. Amigo AMLP 806, 1968. - Återutg. på cd 2001 som Amigo AMCD 806. och på cd 2008 som Cosmos PGM-3342388-3
- 1971 : Kal å Ada jubilerar. Sten-Åke Cederhök & Sonya Hedenbratt. LP. PEP PLP-10001.
- 1976 : Malte Johnsons orkester på Liseberg 1955-1957. LP. Telestar TR 11169. - Sång på spår 3, 4, 5, 7, 13, 15
- 1979 : But not for me. LP. Tonart 1.
- 1986 : All of me. Med Visby Big Band. LP. Phontastic PHONT 7573. - Phontastic : PHONT CD 9314.
- 1989 : My best friends. Med Sävedalen Big Band. LP. Intim musik IMLP 3 Även utg. på CD. Intim musik IMCD 3.
- 1992 : Mamma blå - Ditt o datt med Hedenbratt. CD. Imogena IGCD 025.
- 1994 : All of me = Alltihop! Visby storband featuring Sonya Hedenbratt, Arne Domnérus and Rune Gustafsson & others. LP. Phontastic PHONT CD 9314.
- 1996 : Just idag! CD. Invision Group INV CD 008.
- 1999 : Godbitar med Sonya 1951-1997. CD. Invision Group INVCD 011.
- 2011 : Sonya Hedenbratt. CD-digipack. Vax Records 1031-1032. - Inspelningar 1951-1956.

Cabarets y revistas
- 1963 : Konstgjorda Pompe. I: Gröna hund / regi Tage Danielsson. Konstgjorda Pompe / regi Hans Alfredson, Tage Danielsson. DVD. Pan Vision VR07-1969 Utgiven i boxen Hasse & Tage - samlade revyer.
- 1964 : Gula hund. I: Gula hund ; Spader, Madame / regi, manus Tage Danielson. DVD. Pan Vision VR07-1970 Utgiven i boxen Hasse & Tage - samlade revyer.
- 1965 : Farfars gladbarn. Med Lasse Bagges orkester. LP. Philips PL 08225.
- 1969 : Jubel i busken. Ur TV-serien "Låt hjärtat va' me'".Sonya Hedenbratt, Sten-Åke Cederhök, Elvy Bengtsson, Rulle Lövgren, Olle Olsson, Nisse Peters & Marita Örngren. LP. Philips PY 842568. - Även som lågprisutgåva Sonora 6394068.
- 1971 : Jubel i busken. Ur nya TV-serien "Låt hjärtat va' me'". Sonya Hedenbratt, Sten-Åke Cederhök, Nisse Peters & Skyliners. LP. Philips 6316007. - Även som lågprisutgåva Sonora 6394069.
- 1973 : Jubel i busken. 3. Ur tredje TV-serien. Sonya Hedenbratt, Sten-Åke Cederhök & Nisse Peters. LP. Philips 6316030. - Även som lågprisutgåva Sonora 6394080.
- 2001 : Jubel i busken. Glimtar ur en buskisrevy. Insp. Lisebergshallen 18 och 19 juni 1986. LP. Goodwill GWLP 2057. Även som CD Goodwill  2057 2.